# Dinotrema caelium
Dinotrema caelium är en stekelart som beskrevs av Vladimir Ivanovich Tobias. Dinotrema caelium ingår i släktet Dinotrema och familjen bracksteklar. Inga underarter finns listade i Catalogue of Life.